# Мар'їне (Кременчуцький район)
Ма́р'їне — село в Україні, у Глобинській міській громаді Кременчуцького району Полтавської області. Населення становить 7 осіб.

## Географія
Село Мар'їне знаходиться за 3 км від правого берега річки Сухий Кагамлик, за 2 км розташоване село Киріяківка. До села примикає великий садовий масив. Селом протікає пересихаючий струмок зі ставком.

## Історія
У Національній книзі пам'яті жертв Голодомору 1932—1933 років в Україні вказано, що 48 жителів села загинули від голоду.
На фронтах Радянсько-німецької війни загинули з села Мар'їне — 15 осіб.
12 червня 2020 року, відповідно до розпорядження Кабінету Міністрів України № 721-р «Про визначення адміністративних центрів та затвердження територій територіальних громад Полтавської області», село увійшло до складу Глобинської міської громади.
19 липня 2020 року, в результаті адміністративно - територіальної реформи та ліквідації Глобинського району, село увійшло до складу новоутвореного Кременчуцького району.

## Населення
Кількість населення у селі змінювалась наступним чином:
| Рік  | Населення |
| ---- | --------- |
| 2001 | 23        |
| 2011 | 7         |

### Мова
Розподіл населення за рідною мовою за даними перепису 2001 року:
| Мова       | Кількість | Відсоток |
| ---------- | --------- | -------- |
| українська | 21        | 91.3%    |
| російська  | 2         | 8.7%     |
| Усього     | 23        | 100%     |